# 川黔忍冬
川黔忍冬（学名：Lonicera subaequalis）为忍冬科忍冬属的植物，为中国的特有植物。分布在中国大陆的四川、贵州等地，生长于海拔1,500米至2,450米的地区，常生于山坡林下阴湿处，目前尚未由人工引种栽培。